# Luzerner Kantonalbank
Die 1850 gegründete Luzerner Kantonalbank AG (LUKB) ist mit rund 1'400 Mitarbeitenden die führende Bank im Kanton Luzern. Als klassische Universalbank bietet die LUKB sämtliche Dienstleistungen einer modernen Bank an. Sie betreibt insgesamt 23 Geschäftsstellen (wovon eine in Zürich) und gehört zu den grössten Schweizer Kantonalbanken. Ihre Kern-Geschäftsfelder sind die Immobilienfinanzierung, die Unternehmensfinanzierung und das Private Banking. Über 60 % aller Luzerner Privatpersonen und gegen 50 % aller Luzerner Unternehmen unterhalten in irgendeiner Form eine Geschäftsbeziehung mit der LUKB.
Die LUKB ist seit 2001 als Aktiengesellschaft ausgestaltet, ihre Aktien sind an der SIX Swiss Exchange kotiert. 38,5 % des Aktienkapitals sind breit im Publikum gestreut, 61,5 % befinden sich im Besitz des Kantons Luzern. Die LUKB verfügt über Staatsgarantie und ein langfristiges Rating AA+ von Standard & Poor’s (kurzfristiges Rating A-1+). 

## Geschichte der Luzerner Kantonalbank
1850 wird die LUKB als Kantonale Spar- und Leihkasse mit Sitz in Luzern gegründet. Die Umbenennung zum heutigen Namen erfolgt im Jahr 1892.
1996 erfolgt die Gründung der ersten Tochtergesellschaft LUKB Expert Fondsleitung AG, die fondsbasierte Kollektivanlagen anbietet. 1996 steigt die Bank bei der Adler & Co. Privatbank ein und übernimmt 2001 alle Aktien der Privatbank. Ein Jahr vor der Jahrtausendwende eröffnet die Bank im Tessin eine Private-Banking-Filiale.
Im Jahr 2000 nimmt das Volk eine Vorlage zur Umwandlung der LUKB in eine Aktiengesellschaft und Teilprivatisierung an, die Änderung wird 2001 umgesetzt und die Aktie als Secondary Placement an der SIX Swiss Exchange verzeichnet. 2006 übernimmt die Adler & Co Privatbank den Standort Basel der swissfirst Bank AG.  2010 fusioniert die Tochtergesellschaft Adler & Co. Privatbank AG mit der Muttergesellschaft LUKB. 2011 schliesst die Bank ihre beiden Standorte in Basel und Chiasso wieder. Zum Konzern gehört auch die LUKB Expert Fondsleitung AG. 
Im September 2016 wurde ein neues E-Banking-System lanciert.  Im November 2022 hat die LUKB eine eigene Twint-App (LUKB Twint) eingeführt. Seit Anfang März 2024 bietet die LUKB den einfachen Handel und die sichere Verwahrung von Kryptowährungen an.
Ende 2023 hat die LUKB die Bargeldschalter in den Geschäftsstellen geschlossen und konzentriert das Bargeldgeschäft am Hauptsitz in Luzern. Die Bancomaten stünden jedoch weiterhin zur Verfügung. Der Umbau der Filialen begann bereits im Jahr 2019. Als Grund für den Schalterabbau wird eine stark rückläufige Nachfrage angegeben.
2025 feiert die LUKB ihr 175-Jahr-Jubiläum.